# HGTV
HGTV Home & Garden – kanał tematyczny, należący do Grupy TVN. Nadaje głównie programy o urządzaniu domów i ogrodów. 

## Historia
7 stycznia 2017 ta stacja zastąpiła kanał TVN Meteo Active.
7 stycznia 2017 uruchomiono wersję HDTV o takiej samej ramówce.

## Programy
Stan na 30 września 2020.

### Handel nieruchomościami
- House Hunters- Poszukiwacze domów (od 16 marca 2017) (polska produkcja)
- Hawajski sen
- Zarobić na remoncie[4]
- Zarobić na remoncie - Las Vegas
- Chcę mieszkać przy plaży
- Zarobić na remoncie - Atlanta
- Poszukiwacze zabytkowych domów
- Wakacyjny dom za darmo
- Poszukiwacze domów
- Nowe życie na Bahamach
- Kup, wyremontuj, wynajmij
- Nowe życie na wyspie
- Nowe życie na Karaibach
- Nowe życie na Hawajach
- Kupujemy dom na plaży
- Kupujemy dom nad jeziorem
- Niezwykłe domy
- Łowcy domów do remontu
- Postaw na dom
- Siostry w akcji
- Zarobić na remoncie z Tarekiem
- Nowe życie na Morzu Śródziemnym

### Ogrodnictwo
- Nowa Maja w Ogrodzie (od 8 stycznia 2018, prowadząca Maja Popielarska)[4][5]
- Polowanie na ogród (od 7 października 2018, prowadzący Dominik Strzelec)[6]
- Ogrodowe rewolucje
- Czas na podwórko
- Domy z potencjałem: Rodzinny ogród Chipa i Joanny
- Wymarzone ogrody (od 13 maja 2018, prowadzące Izabela Szarmach i Olga Piórkowska)[7] (polska produkcja)
- Projekt  (od 2 lipca 2017, prowadząca Katarzyna Kuźma)[8] (polska produkcja)
- Mój miejski ogródek
- Podwórkowa reaktywacja

### Remonty i renowacje
- Remont razem (prowadzący: Maja Popielarska, Dariusz Wardziak, Mirella i Marcin Kępczyńscy, Dominik Strzelec, Kamil i Marcin Pastuszak, Krzysztof Miruć, Jimi Ogden) (polska produkcja)
- Darek Solo (od 5 listopada 2017, prowadzący Dariusz Wardziak)[4][9] (polska produkcja)
- Domowe rewolucje (od stycznia 2017, prowadząca Dorota Szelągowska)[4][10] (polska produkcja)
- Domy z potencjałem – wnętrza z pomysłem
- Dorota inspiruje (od 27 maja 2018, prowadząca Dorota Szelągowska)[11] (polska produkcja)
- Miniwarsztat  Doroty (prowadząca Kamil i Marcin Pastuszak, Dorota Szelągowska)[12] (polska produkcja)
- Na dobrych fundamentach
- Para w remont (od 4 listopada 2018, poprowadzą Mirella Firchał-Kępczyńska i Marcin Kępczyński)[13] (polska produkcja)
- Projekt z pomysłem
- Recepta na stary dom
- Remontujemy dom na plaży
- Renowacje po sąsiedzku
- Zarobić na remoncie
- Zbudujemy fajny dom
- Zgłoś remont (od 4 listopada 2018, prowadzący Krzysztof Miruć)[4][14] (polska produkcja)
- Zarobić na remoncie - Las Vegas
- Czas na podwórko
- Mój Nowy Orlean
- Zarobić na remoncie - Atlanta
- Na ratunek starym domom
- Remont na pustyni
- Dom w Nowym Orleanie
- Drugie życie mebli (prowadzące: Sylwia Wilgatek-Wykuż i Małgorzata Ziółkowska) (polska produkcja)
- Moje miasto, mój dom
- Projekt balkon (prowadząca Katarzyna Kuźma) (polska produkcja)
- Postaw na kolor (prowadzący Sławomir Klimek) (polska produkcja)
- Odpicowane mieszkanie (prowadząca Katarzyna Jaroszyńska)
- Remont na plaży
- Wakacyjny dom za darmo
- Dom nie do znudzenia
- Pomysłowe domy
- Walka o kuchnię
- Mamy kontra remont
- Pierwszy remont
- Kup, wyremontuj, wynajmij
- Dom od nowa
- Luksusowe minidomy
- Mały dom, duże możliwości
- Łowcy domów do remontu
- Projektowanie na zawołanie
- Wielka demolka
- Rzeczy od-Nowa (prowadzący Jimi Ogden) (polska produkcja)
- Podwórkowa reaktywacja
- Misja: Remont
- Siostry w akcji
- Kolorowy design
- Domy z potencjałem
- Polowanie na kuchnię (prowadząca Dorota Szelągowska) (polska produkcja)
- Polowanie na mieszkanie (prowadząca Dorota Szelągowska) (polska produkcja)
- Dorota Was urządzi (prowadząca Dorota Szelągowska) (polska produkcja)
- Weekendowa metamorfoza  (prowadzący Krzysztof Miruć)
- Totalne remonty Szelągowskiej (prowadząca Dorota Szelągowska) (polska produkcja)
- Remonty Christiny
- Odnowić albo sprzedać
- Zarobić na remoncie z Tarekiem
- Na ratunek Chicago